# والسال وود
والسال وود (به انگلیسی: Walsall Wood) یک روستا در بریتانیا است که در Walsall واقع شده‌است. والسال وود ۱۳٬۲۰۷ نفر جمعیت دارد.